# Dual (teoría de categorías)
En teoría de categorías dualidad es una correspondencia entre propiedades de una categoría C y las llamadas propiedades duales de la  categoría opuesta Cop. Dada una proposición con respecto a la categoría C al intercambiar el dominio y el codominio de cada morfismo e intercambiando el orden de la composición de dos morfismos obtenemos una proposición dual considerando la categoría opuesta Cop. La dualidad como tal es la afirmación de que la verdad es un invariante bajo esta operación en las proposiciones. En otras palabras si una proposición es verdadera en C, entonces su proposición dual es cierta en Cop, y si una proposición es falsa en C, entonces su proposición dual es falsa en Cop.
Dada una categoría concreta C es común el caso de que la categoría opuesta por sí misma es abstracta, Cop no necesariamente es una categoría que surja de la práctica matemática, en este caso otra categoría D se dice que está en dualidad con C si D y Cop son categorías equivalentes.
En este caso cuando una categoría  C y  la categoría 'Cop son equivalentes entonces se dice que está categoría es auto dual.

## Definición formal
Se define el lenguaje elemental de la teoría de categorías el lenguaje de primer orden de dos tipos, con los objetos y morfismos como distintos tipos de objetos junto con las relaciones de un objeto siendo el dominio y el codominio de un morfismo y un símbolo para la composición de dos morfismos.

Sea σ una proposición en este lenguaje. Formamos la proposición dual σop como sigue: 
1. Intercambiando cada ocurrencia de "dominio" por "codomonio".
2. Intercambiando el orden en que se componen los morfismos, esto es remplazando cada ocurrencia de {\displaystyle g\circ f} por {\displaystyle f\circ g}

Informalmente, estas condiciones nos dicen que el dual de una proposición se obtiene al invertir flechas y composiciones.
Dualidad es la observación de que σ es verdadero para alguna categoría C si y solo si σop es verdadero  para Cop.

## Ejemplos
- Un morfismo {\displaystyle f\colon A\to B} es un monomorfismo si {\displaystyle f\circ g=f\circ h} entonces {\displaystyle g=h}. Realizando la operación dual obtenemos la proposición si {\displaystyle g\circ f=h\circ f} entonces {\displaystyle g=h.} para un morfismo{\displaystyle f\colon B\to A}. Esto es precisamente la definición de que f sea un epimorfismo. En resumen la propiedad de ser monomorfismo es dual a la propiedad de ser epimorfismo.

Aplicando la dualidad, esto significa que un morfismo en una categoría C es un monomorfismo si y solo si el morfismo opuesto en la categoría Cop es un epimorfismo.
- Otro ejemplo surge al invertir la dirección del símbolo de desigualdad en un conjunto parcialmente ordenado. Así que si  X es un conjunto y ≤ es un orden parcial podemos definir una nueva relación de orden parcial  ≤new como

x ≤new y si y solo si y ≤ x.
Este ejemplo en órdenes es un caso especial, como los órdenes parciales pueden ser considerados como una categoría en el cual Hom(A,B) tiene a lo más un elemento. En aplicaciones a la lógica esto parece ser una descripción muy general de negación (esto es las pruebas van en dirección opuesta). Por ejemplo si tomamos la opuesta de una  retícula, obtendremos que el ínfimo y supremo tienen sus papeles intercambiados. Esto es una generalización de las leyes de De Morgan o de la dualidad aplicada a retículas.
- Límites y colimites son nociones duales.
- Productos fibrados y Coproductos fibrados son nociones duales.